# مدیریت پول
مدیریت پول یا مدیریت نقدینگی، به عملیات گسترده‌ای در امور مالی اطلاق می‌شود، که مربوط به جمع‌آوری، انتقال و استفاده از وجوه نقد می‌گردد و مراحل ارزیابی نقدینگی بازار، جریان نقدی و سرمایه‌گذاری را دربرمی‌گیرد.